# Mikroregion Itacoatiara

Mikroregion Itacoatiara

Mikroregion Itacoatiara – mikroregion w brazylijskim stanie Amazonas należący do mezoregionu Centro Amazonense. Ma powierzchnię 25.498,4 km²

## Gminy
- Itacoatiara
- Itapiranga
- Nova Olinda do Norte
- Silves
- Urucurituba